# Млинувка Крулевська (Краків)
Млинувка Крулевська, Королівська Млинувка (пол. Młynówka Królewska) — штучне русло річки Рудава (пол. Rudawa), побудоване в 13 столітті між Мидльниками, Броновіце, Лобзовом і Краковом. Назва млинувка вказує на призначення штучного каналу для живлення млинів. У 1903—1966 роках більшу частину русла закрили у каналізацію або засипали. Парк Крулевська Млинувка, створений на його місці, проходить через дільницю V Кроводжа та VI Броновіце, має довжину 8 км, середню ширину 8 метрів і площу 18,41 га.

## Історія
Початкове русло річки Рудава пролягало слідом, подібним до нинішнього, від Мидльників до сучасної Блоні. Пізніше, після побудови Крулевської Млинувки, її називали «Rudawa Wolska» як власність власників пол. Wola Chełmska — пізніше пол. Wola Justowska. Це русло річки між Броновицями та Волею було розділене на три потоки: середній утворив численні плеси в районі Блоні без чіткого основного русла, тому його назвали «Нєтечою» (пол. Nieciecza), північний був названий «Рудава» (пол. Rudawa), з'єднуючи свої води з Нечечою та впадала у річку Вісла біля сьогоднішньої вулиці Повісле, південна течія мала назву «Рудавка» і пролягала подібно до сьогоднішньої течії Рудави, впадаючі біля монастиря сс. Норбертинек до Вісли.
Русло Крулевської Млинувки відокремлювалося від початкового потоку Рудави біля королівської греблі в Мидльниках в керунку північно-східному, протікаючи через Броновіце, Лобзов і Пясек і розділяючись у районі сучасної вулиці Асника на три потоки, два з яких живили рів навколо міських стін, обтікаючи Краків із заходу, біля Вавеля, і зі сходу, з'єднуючись пізніше в районі костелу св. Ідзі, впадали у аналогічно неіснуюче сьогодні русло річки Вісла в районі вулиці св. Себастьяна. Третій потік прямував на захід вздовж вулиць Гарбарською та Крупнічою і з'єднувався з первинними руслами Рудави та Нєчечі, що протікають навколо Блоні.
Будівництво нового штучного каналу Рудави почалося наприкінці 13 століття. У 1286 році князь Лешко Чорний видав грамоту, яка дозволяла домініканцям проводити воду з річки Рудава з Мидльників через Лобзов до свого монастиря в Кракові, біля якого був домініканський млин. Безпосередньою причиною будівництва каналу була необхідність заповнити рови, побудовані у 1286—1287 роках за часів Лєшека Чорного міських укріплень у ситуації, коли ні Вісла через ризик завдати великої шкоди місту у разі повені, ані Продник, що тече вздовж північної та східної околиць міста, через легкість завоювання територій, через які він протікав, для потенційних загарбників не змогли це забезпечити . Будівництво каналу було великим інженерним проектом того часу. У його рамках на штучно зведеній дамбі споруджено 15-кілометрове русло. Течія Млинувки Крулевської збігалася з природною формою країв річкових долин Вісли та Рудави. Роботами по будівництву каналу керував мельник Миколай Герлак. У 1330 році було завершено будівництво русла річки Млинувка. Збудований канал був обгороджений опалубкою з дерев'яних брусків, а береги вкриті хмизом, що забезпечував чистоту води. У місці, де передбачалося розташувати водопідйомний пристрій, береги перекривали дерев'яними стінами з колод або пиломатеріалів. Русло річки Млинувка Крулевська регулярно чистилося спочатку військовополоненими татарами, а згодом платними працівниками. Ці процеси контролювали бургомістр і орендарі млинів, розташованих на каналі.
У 1304 р. Владислав Локєтек, відзначаючи заслуги бургомістрів Кракова у будівництві нового, штучного каналу Рудави, видав привілей, який дозволяв їм будувати млини над новоствореним акведуком. Цей привілей був скасований герцогом у 1311 році після повстання мера Альберта, коли герцог став одноосібним власником води, що тече через нове русло Рудави. Через розташування на каналі великої кількості водяних млинів, які використовувалися для перемелювання зерна, а також тих, що приводили в дію пристрої для виробництва знарядь праці та ремісничих виробів, з часом штучне русло Рудави почали називати «Млинувка» (пол. Młynówką). З часом прикметник «королівський», доданий до імені, вказував на правовий статус, вказуючи на власника. Спочатку млини, розташовані на берегах Млинувки, були простими пристроями, в яких використовувалися млинові колеса, які рухалися лише силою річкової течії, що подавалась на лопасті колеса знизу. У 13 столітті почали використовувати овершотні колеса, тобто коли вода падала на лопасті колеса зверху, що вдвічі підвищувало ефективність, але також вимагало будівництва мережі «млинових потоків», у котрих вода перекривалася за допомогою гребль. Найбільшими з млинів, розташованих на каналах Млинувки Крулевської, були:
- Верхній млин (пол. Młyn Górny), розташований на початку сучасної вулиці Лобзовської, ймовірно збудував Миколай Герлак, будівельник каналу Млинувка. У 1335 році король Казимир Великий передав третину прав на млин сину Ґерлака — Беняшу, який продав свою частину прав монастирю Божого Тіла в Казімєжі. У 1769 р. Верхній млин був перебудований Войцехом Тиранкевичем та Яном Германом до мурованого вигляду, і в такому вигляді він використовувався до початку 20 століття, коли його перетворили на склад борошна та житловий будинок.
- Нижній (Дольний) млин (пол. Młyn Dolny), збудований після шведського потопу 1658 року на Гарбарах, в районі сьогоднішніх вулиць Чиста та Дольних Млинів, збудував Ієронім Вежбовський, бургомістр Кракова, щоб збільшити королівські доходи. Він був оснащений вісьмома борошняними колесами і двома колесами для приготування круп. Відбудований у другій половині 18 століття, він згорів під час великої пожежі в Кракові в липні 1850 року, після цієї події відновлений і пропрацював до 1939 року.
- Млин Кутловського, розташований над східним рукавом Млинувки Крулевської. Його також називали млином Ґерлака, оскільки король Казимир Великий у 1333 році надав Миколаю Ґерлаку, а потім його синові Бєняшу третину прав на млин на знак визнання його заслуг у будівництві каналу Рудава. Млин Кутловського функціонував для потреб пивоварів і корчмарів, які мололи в ньому солод для своїх потреб. Назва походить від слова «kuttelhof» — у перекладі з давньонімецької означає місце зберігання відходів бойні. З часів середньовіччя на цьому місці розташовувалися бійні, а гільдія м'ясників захищав неподалік Миколайську браму. На приблизному місці млина, у другій половині 19 століття, на вулиці Вестерплатте, 18, був побудований Будинок гільдії шинкарів і м'ясників, який називався «Na Kotłowem», від польської назви слова «kuttelhof». Млин функціонував до шведської навали, під час котрої русло річки було зруйновано і більше не відновлювалося[1].

У період найбільшої активності Млинувка Королівська виконувала багато економічних функцій. Її води забезпечували сади Королівського палацу в Лобзові та через канал Броновіце, що з'єднував Млинувку з Рудавою Вольською, Броновицьку шліфовку — пізніше Гамерню (заклад для переробки міді) та Броновицький млин. У місці, де канал Броновиці відділявся від головного потоку Млинувки Королевської, у 1533 році король Сигізмунд I Старий наказав побудувати ясла, тобто пристрій для регулювання потоку води. У 1399 році в Кракові було збудовано сучасну водогін та водяну помпу, тобто будівлю, подібну до млина, в якій були встановлені пристрої для підйому води: млинове колесо, яке приводило в рух серію відер, які зачерпували воду та виливали в дерев'яні скрині, вода з котрих стікала у труби водогону зі стовбурів сосни довжиною два метри та перетином 25 сантиметрів, які з'єднувалися металевими обручами (так званими «буксами»). Місця з'єднання труб ущільнювалися дьогтем і мохом. Побудовані таким чином трубопроводи транспортували воду до відстійників, розташованих у кількох точках міста. Вода з них лилася за допомогою заслінки у формі, вставленої в стовп труби, звідки жителі брали воду. Заможні міщани також будували приватні відгалуження водопроводу, що вів до окремих кам'яниць. У 16 столітті ця система ставала все більш недостатньою, і тоді відчувався дефіцит води. Зважаючи на цю ситуацію, міська рада на початку 16 століття прийняла правила щодо скорочення споживання води, що зустріло спротив з боку простого населення. З 1533 року, завдяки додатковому перегородженню води під Вавелем, водогін також постачав воду до кімнат королівського замку Вавель. Ця система постачання питної води була зруйнована під час оборони міста під час шведської навали в 1655—1657 роках. В результаті до початку 19 століття краківчани забезпечували себе водою тільки з колодязів .
Процес ліквідації Млинувки Крулевської як системи водних шляхів розпочався під час Шведського потопу. Значна частина каналів, у тому числі східний з млином Кутловського, система водогонів та водяні помпи, були значно зруйновані і згодом не були приведені до колишнього стану. У першій половині 19 століття міські мури та залишки рову, що живився рукавом Рудави, були зруйновані, а потім на їх місці були засновані Планти, що стерло сліди існування цих течій Млинувки. Залишилося лише русло, яке вело вздовж вулиць Гарбарською, Крупнічою та Реторикою до Вісли. У другій половині 19 століття у виробництві рушійної сили пара почала замінювати млинові колеса, що призвело до подальшого зниження значення Млинувки та розташованих на ній млинів. На початку 20 століття внаслідок розвитку міста відрізок Млинувки Королевської було каналізовано від вулиці Гарнцарської до вулиці Вольської (нині вулиця Пілсудського). Після повені 1903 року, яка завдала великої шкоди в районі Нового Свята в околицях течії Млинувки, було прийнято рішення про продовження перекладання річки до каналізації або засипання її потоку. У 1912 році було відбудовано Броновицький млин, що було однією з останніх інвестицій у воду з використанням рушійної сили потоку Млинувки Королівської. У 1920-х роках були засипані ділянки каналу Млинувка на вулицях Лобзовська, Гарбарська та Крупнича. У 1930 р. зруйновано Верхній, а в 1939 р. — Нижній млин. У 1934 році на млині в Броновицях застосовували електричний привід. Усі ці перетворення призвели до того, що з 1930-х роках Королівська Млинувка стала практично невикористованою. У 1964—1966 роках було засипано русло річки Млинувка між Броновіце Мале та Кроводжа та Алей Трьох Пророків. До наших днів збереглася лише західна ділянка колишнього рукава річки Рудави, розташована в малоурбанізованій місцевості між дамбою на річці Рудава в Мидльниках і вулицею Фільтрова.
У середині 20 століття Млинувка Королевська знайшла ще одне застосування. Через погіршення чистоти води у Віслі міська влада вирішила побудувати нові водозабори питної води для Кракова на інших річках. У 1955 році на вулиці Фільтрової була побудована станція очищення води Рудава. Сиру воду для потреб очисної споруди збирали на греблі в Мидльниках, який до того часу виконував головним чином функцію загородження води для її введення в канал Млинувка Королівська. У колишньому руслі річки Млинувка збудовано аварійний випуск. У 1987—1997 роках у Мидльниках збудовано нові водосховища, з яких відтоді забирають воду для очисних споруд, а водозабір на греблі став резервним. Відтоді колишній канал Млинувки більше не виконує жодних господарських функцій .

## Міський парк
На початку 1990-х районні ради дільниць V і VI розпочали низку заходів, пов'язаних з відродженням колишньої території Млинувкі Крулевської. У 1992 році обидві ради дільниць прийняли рішення про охорону території Млинівки разом із існуючими зеленими насадженнями парку. У 1993 році Млинувка Крулевська була включена до генерального плану просторового розвитку міста Кракова як територія міської громадської зелені. У 1995 році Рада дільниці VI включила до своїх завдань будівництво історико-ландшафтного парку «Млинувка Крулевська» («Młynówka Królewska»). Це завдання було затверджено резолюцією Краківської міської ради, а будівництво парку включено до економічного плану міста на 1996—2001 роки. У 1996 році Департамент охорони пам'яток замовив «Програмно-просторове дослідження Млинувки Королівської», яка стала основою для створення парку Млинувка Королівська. У 1997 році розпочато облаштування парку з ділянки Млинувки Королівської зі збереженим руслом між дамбою на річці Рудаві та вулицею На Блоні. Тоді ж упорядкували насадження, вирізали сухостійні та хворі дерева, на їх місці висадили нові, зрошили територію, щоб зберегти наявну вологолюбну рослинність. У 1998 році встановили освітлення на пішохідній дорозі між вулицями Пястовською та вулицями Молодої Польщі, модернізували два майданчики розваг та розмістили нові елементи малої архітектури. Вздовж пішохідного маршруту прокладено велодоріжку.
Парк Млинувка Крулевська можна розділити на різні частини. Перший фрагмент, який тягнеться від дамби в Мидльниках до вулиці Фільтрової, є єдиним, що зберігається в природному стані разом із збереженим руслом річки Млинувка. Місцевість багата флорою і фауною. Він розроблений як пішохідна доріжка, переважно без бруківки, з невеликою архітектурою. Через цю ділянку проходила червона туристична стежка до Вольського лісу та Совінецького хребта. Другий фрагмент суттєво відрізняється від описаного раніше і веде від вулиці Фільтрової вздовж вулиці Зажече, перетинає вулиці Армії Крайової, Пшибишевського, Молодої Польщі до вулиці Пястовської та Підхорунжих. Ця ділянка повністю організована як пішохідний маршрут з велосипедною доріжкою, що веде вздовж колишнього потоку Млинувка Крулевська. На цьому фрагменті є дитячі майданчики, лавки, а також розвинені високі та низькі паркові зелені насадження. Вздовж пішохідного маршруту позначено смугу темної бруківки, яка показує колишнє русло Млинувки. Третій фрагмент веде від вулиці Підхорунжих, перетинаючи Алею Київську, уздовж Алеї Гроттгера до Алеї Трьох Пророків. Ця ділянка менш приваблива для туристів і менш відвідувана, ніж ділянка між вулицями На Блонє та Підхорунжих. Облаштування парку в цій частині відбувалося менш інтенсивно, ніж у Броновицях через проблеми, пов'язані з викупом ділянок у приватних власників.
1 липня 2009 року рішенням міської ради Кракова зелені насадження, розташовані в дільницях V і VI від Алеї Трьох Пророків, уздовж Алеї Гроттгера, вулиці Підхорунжих до вулиці Пястовська і далі в напрямку вул. Армії Крайової, уздовж вулиці Зажече до вулиць Фільтрова та Зигмунта Старого до вулиць Заклікі з Мідльник та Курожвенцкого було названо «Парк Млинувка Крулевська» (пол. Park Młynówka Królewska).

## Флора і фауна
З точки зору природи парк Млинувка Крулевська можна розділити на дві абсолютно різні частини. Перший фрагмент між дамбою в Мидльниках і вулицею Фільтрова найбільш різноманітний за флорою і фауною. Це також єдина ділянка, де збереглося русло річки Млинувка, в яку періодично стікає вода. У складі видів рослин переважають вологолюбні види. Серед дерев найбільш поширені частково насаджені людиною вільха чорна та верба ламка, вік найстаріших з яких перевищує 100 років, а обхват їх стовбура досягає 300 см. Згодом ці дерева вмирають від старості, після чого їх гнилі стовбури стають ідеальним місцем існування для багатьох видів комах і птахів. Інші породи дерев, що зустрічаються в цьому районі, включають липу дрібнолисту, клен гостролистий, клен явір, березу пухнасту, березу бородавчасту , тополю чорну, акацію, ясен європейський, а також в'язи та граби. З видів чагарників зустрічаються черемха, терен, бузок і горобина. Вздовж каналу Млинувка є також повзучі рослини, напр. хміль звичайний і хміль кущовий. Також тут ростуть очеретянка звичайна, мітлиця повзуча, гірчак гіркий, рогіз, м'ята довголиста та незабудка болотна. Плодові та декоративні дерева та кущі з сусідніх ділянок і садів також проникли в долину Млинувка Крулевська, між іншим яблуня, черешня, груша або волоський горіх. Фрагмент між вулицями Заклики та Мидльник та вулицею Фільтрова також характеризується різноманітною фауною, як то зайці, білки, козулі, кажани та лисиці . Також тут гніздяться види птахів, між іншим синиці, горобці, шпак звичайний, дрізд, щигол , сорока, рідше сойка, зозуля, лісовий голуб, фазан , соловей , польова куріпка, крижень. Зустрічаються також ящірка піщана, ящірка зелена та вуж звичайний.
Друга ділянка між вулицею Фільтрова та Алеєю Трьох Пророків зазнала впливу зміни водних умов через засипання русла річки Млинувка Крулевська. Попередня вологолюбна рослинність з часом відмерла і її замінили типовими для міського парку деревними породами. На ділянці від вулиці Фільтрової до вулиці Пястовської збереглися поодинокі вікові дерева періоду до ліквідації каналу Млинувка, напр. в'язи, верби та чорні вільхи. У цьому місці під час розвитку парку Млинувка Крулевська були інтродуковані види дерев, такі як італійська тополя, береза бородавчаста, гінкго білоба, чагарникові види, наприклад золотиста порічка, жилолист шорсткий, спірея японська, спірея сіра, спірея ван Гутта, троянда зморшкувата, калина, ліани, такі як виноград дикий, фалопія Оберта, ломиніс виткий та декоративні багаторічники, такі як барвінок, горобейник пурпурний, лаванда вузьколиста та рудбекія блискотлива . Трапляється тут і черемха звичайна. На ділянці від вулиці Пястовська до Алеєї Трьох Пророків знищено практично всі сліди водотоку, який тут колись протікав, у тому числі первісну вологолюбну флору. На цій ділянці висаджено дерева та кущі, характерні для міських парків. Тваринний світ частини парку Млинувка Крулевська між вулицею Фільтрова та Алеєю Трьох Пророків складається з видів, які типово зустрічаються в міських районах, як-от куниця і щур сірий, а також видів птахів, між іншим шпак, дрізд, горлиця садова, сорока, а також рідше синиці блакитна, болотяна та велика.

## Перебіг
Млинувка Крулевська, відділившись від Рудави в Мидльниках, протікала по таких сьогоднішніх вулицях:
1. Вулиця Зигмунта Старого
2. Вулиця Фільтрова
3. Вулиця Зажече
4. Вулиця Ядвиги з Лобзова
5. Вулиця Підхорунжих (ділянка)
6. Алея Артура Гротгера
7. Вулиця Лобзовська
8. Вулиця Гарбарська
9. Вулиця Крупнича (ділянка)
10. Вулиця Венеція
11. Вулиця Риторика

Таке русло річки пояснює походження назв вулиць: Заріччя (Зажече) (пол. Zarzecze), Гарбарська (пол. Garbarska) (від гарбування), Венеція (пол. Wenecja), Дольних Млинов (пол. Dolnych Młynów).

## Галерея

Парк Млинувка Крулевська
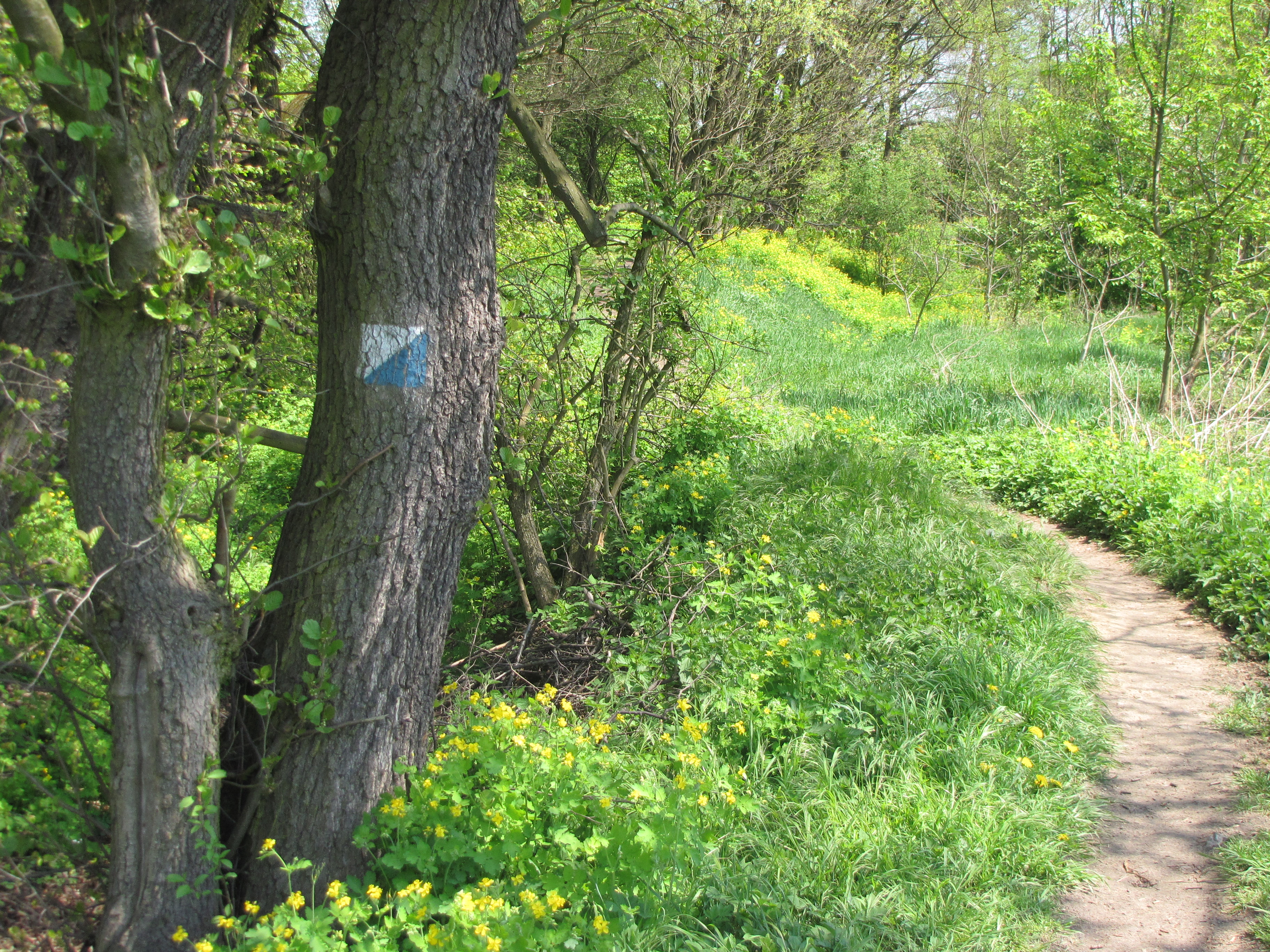
Напівдикий фрагмент на схід від Мидльник
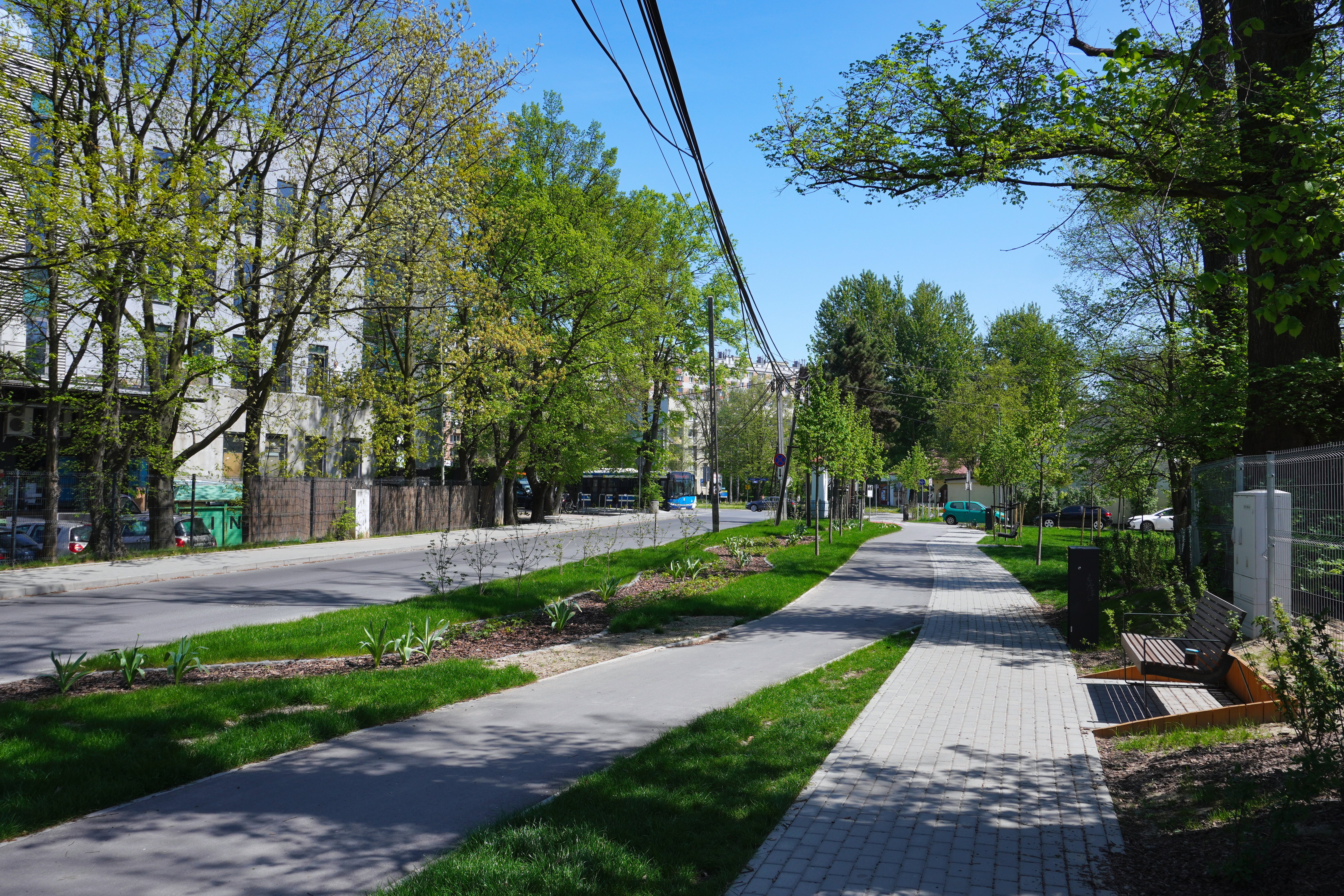
Вздовж вул.Фільтрової
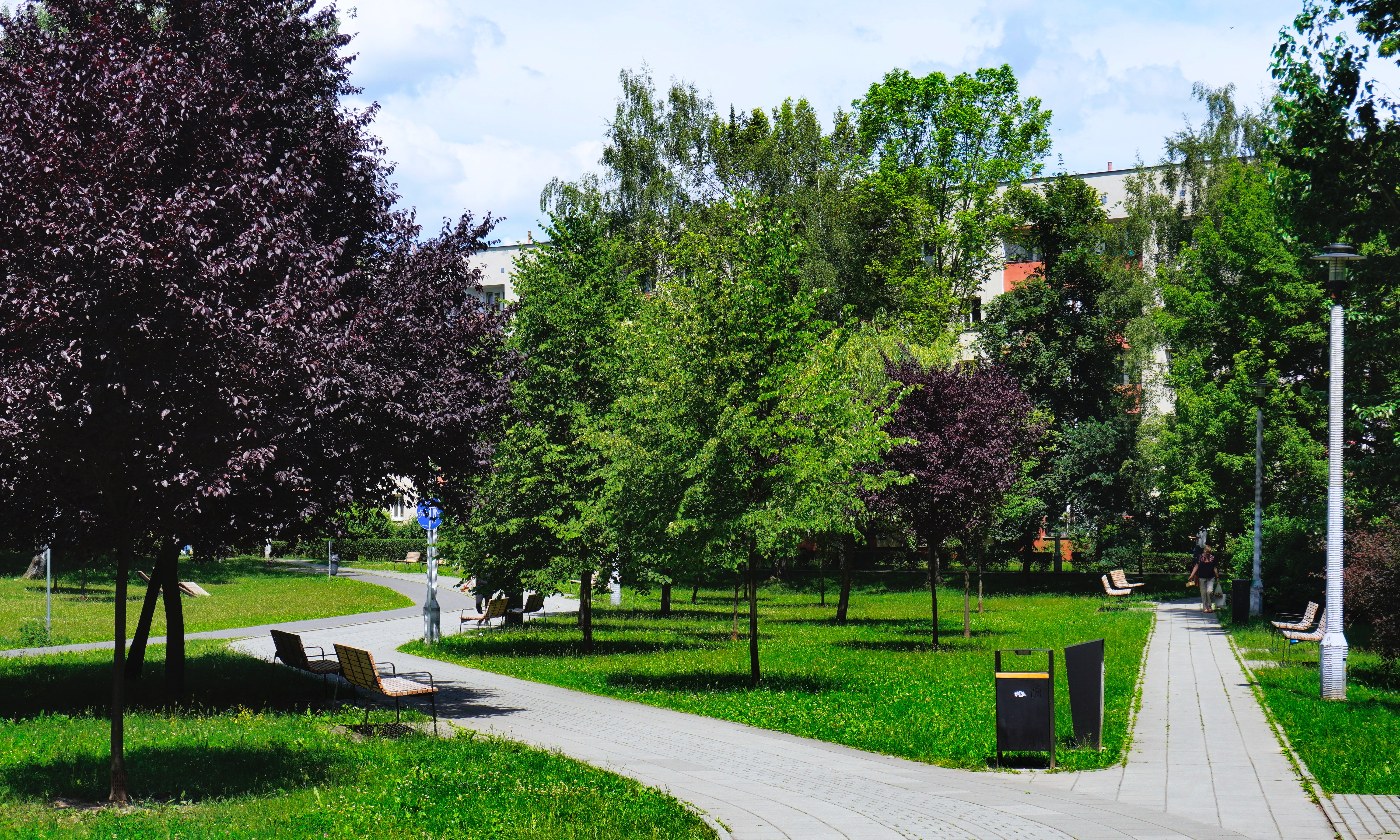
На мікрорайоні Броновіце
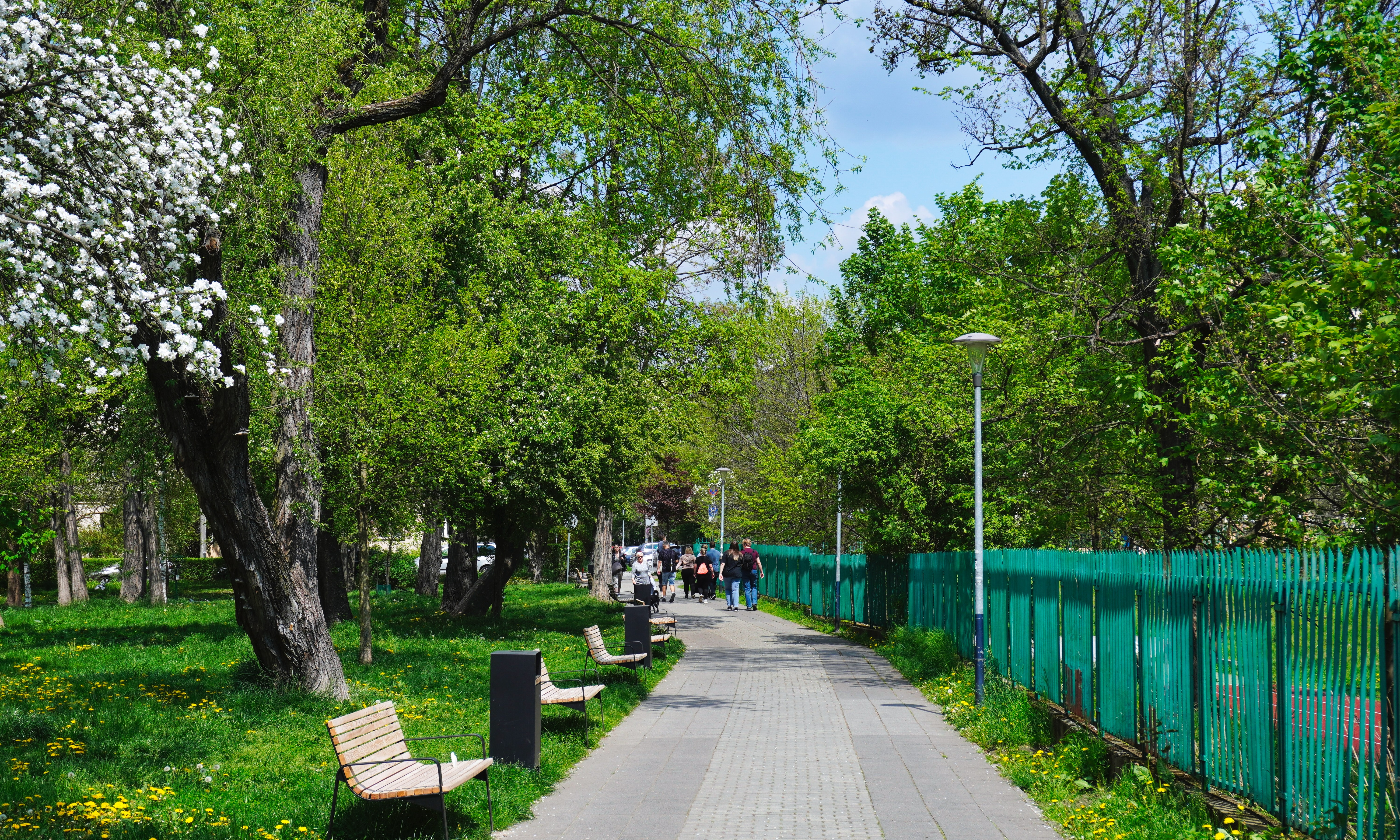
У районі вулиці Луціана Ридла
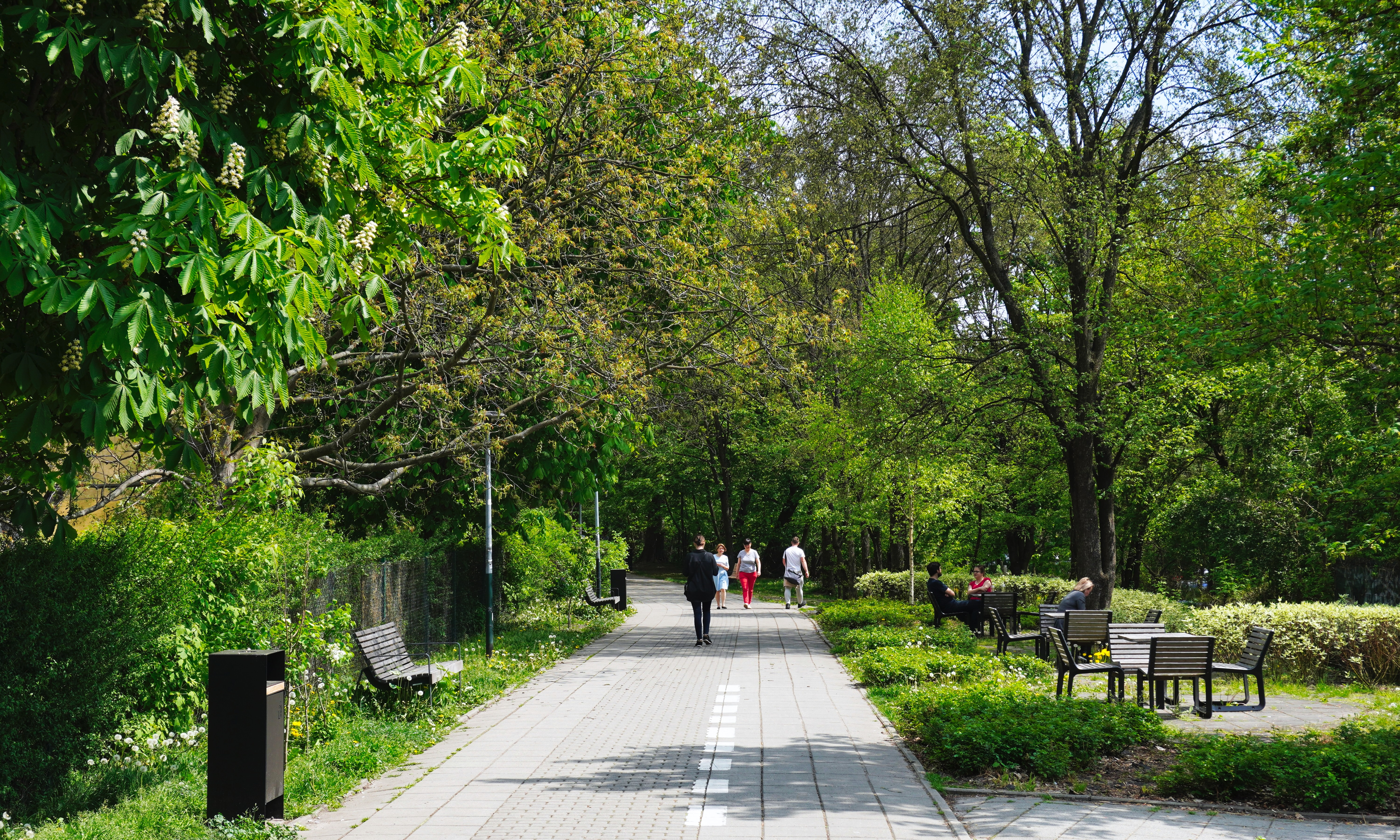
У районі вулиці Молодої Польщі
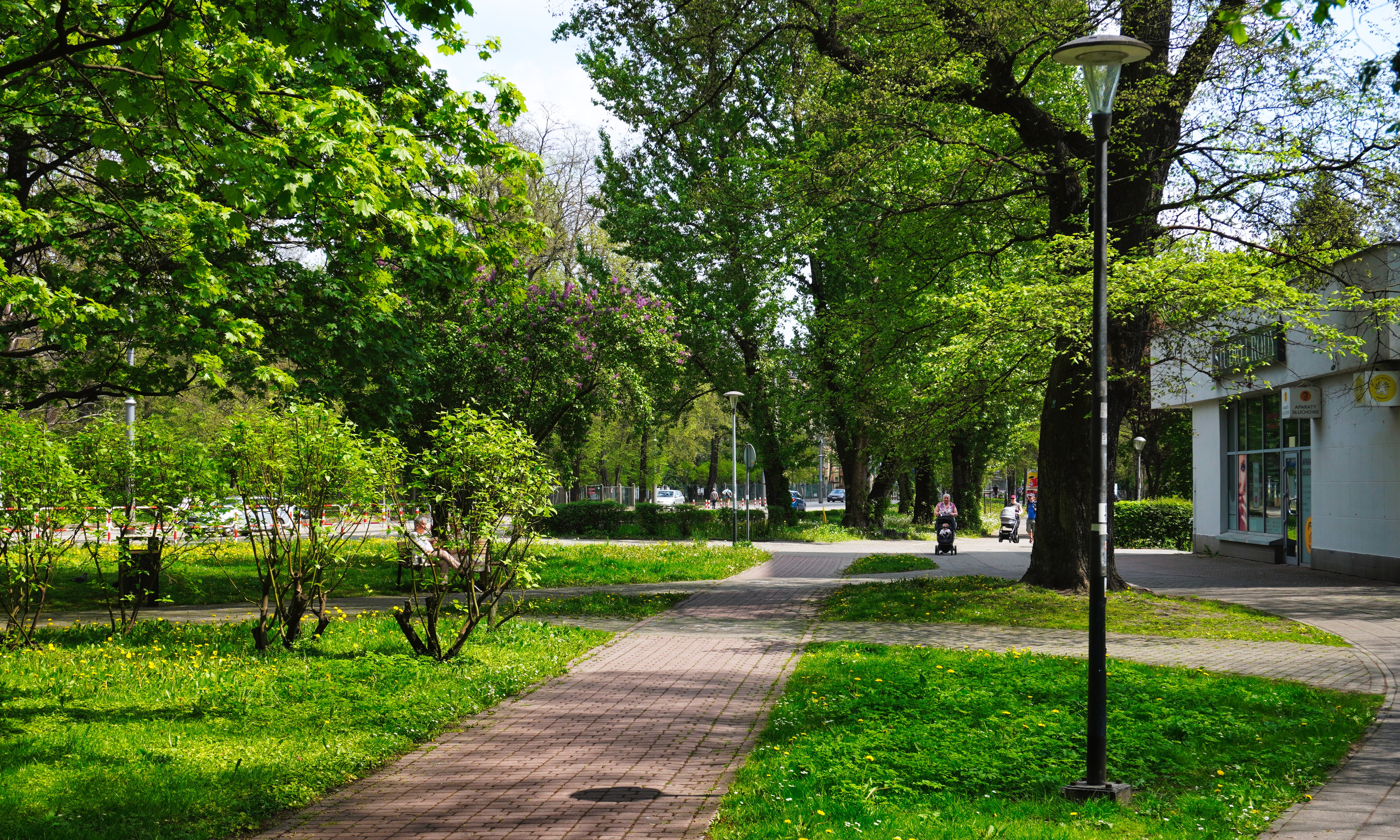
У районі вулиці Подхорунжих
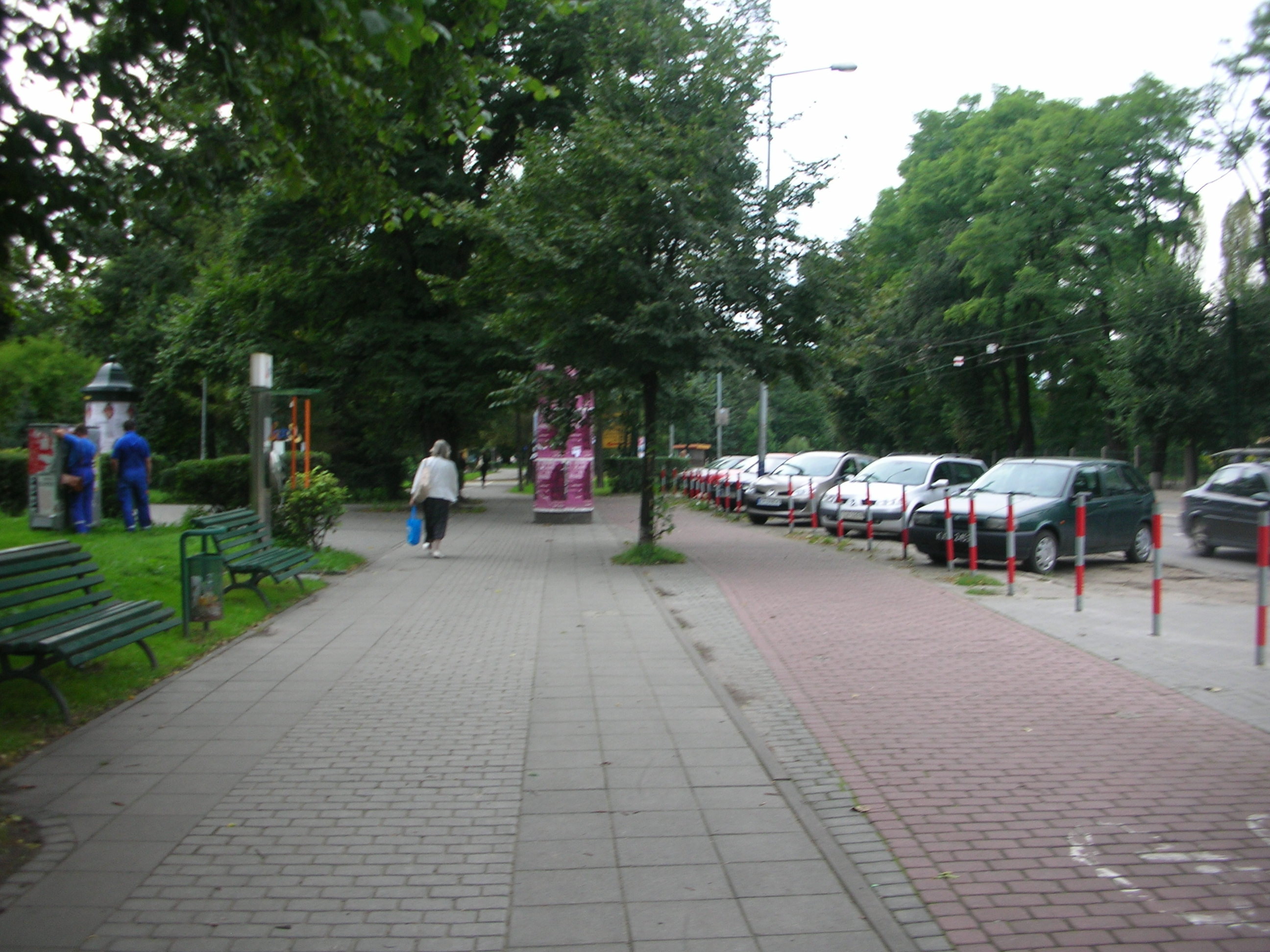
біля вулиці Подхорунжих (2010)
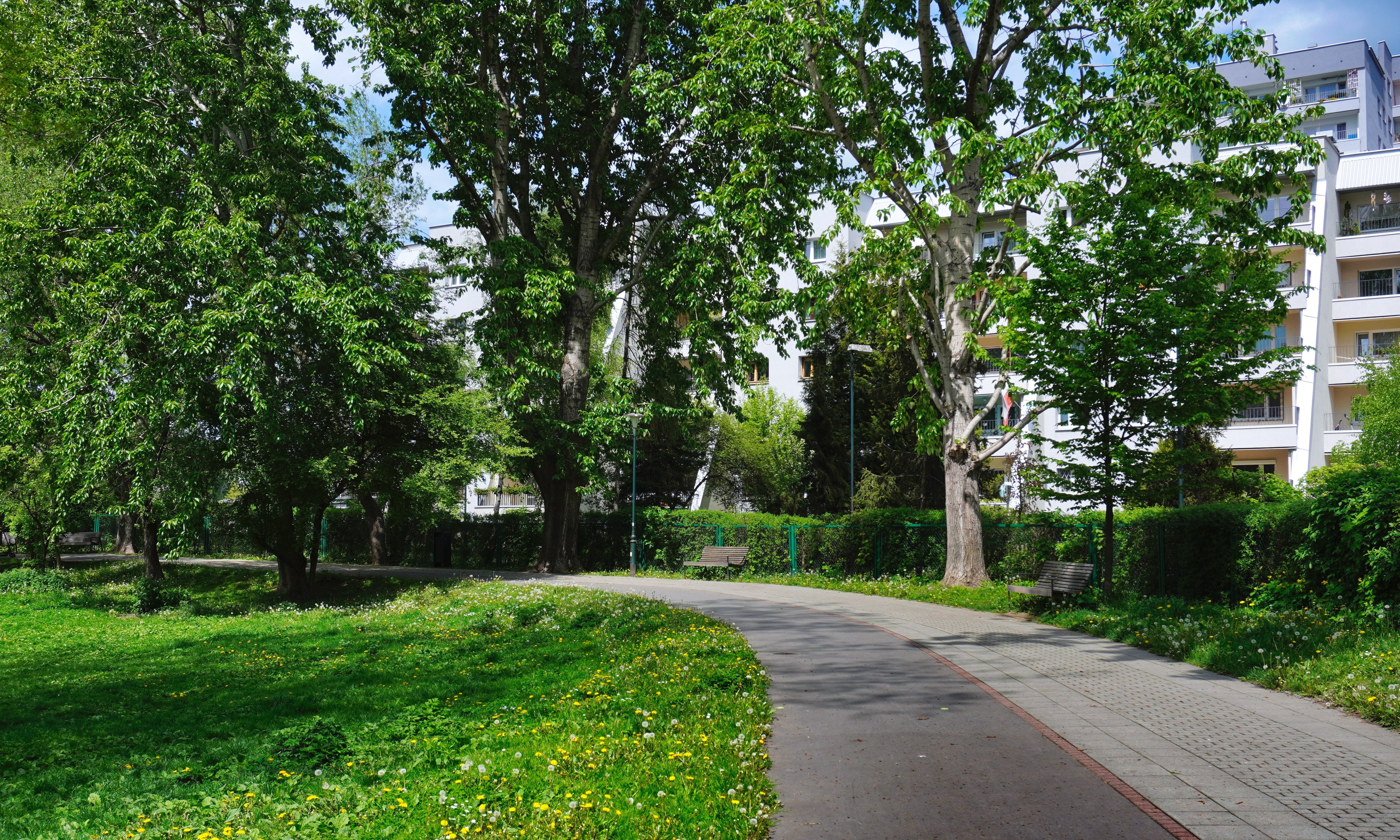
У районі Алеї Київської
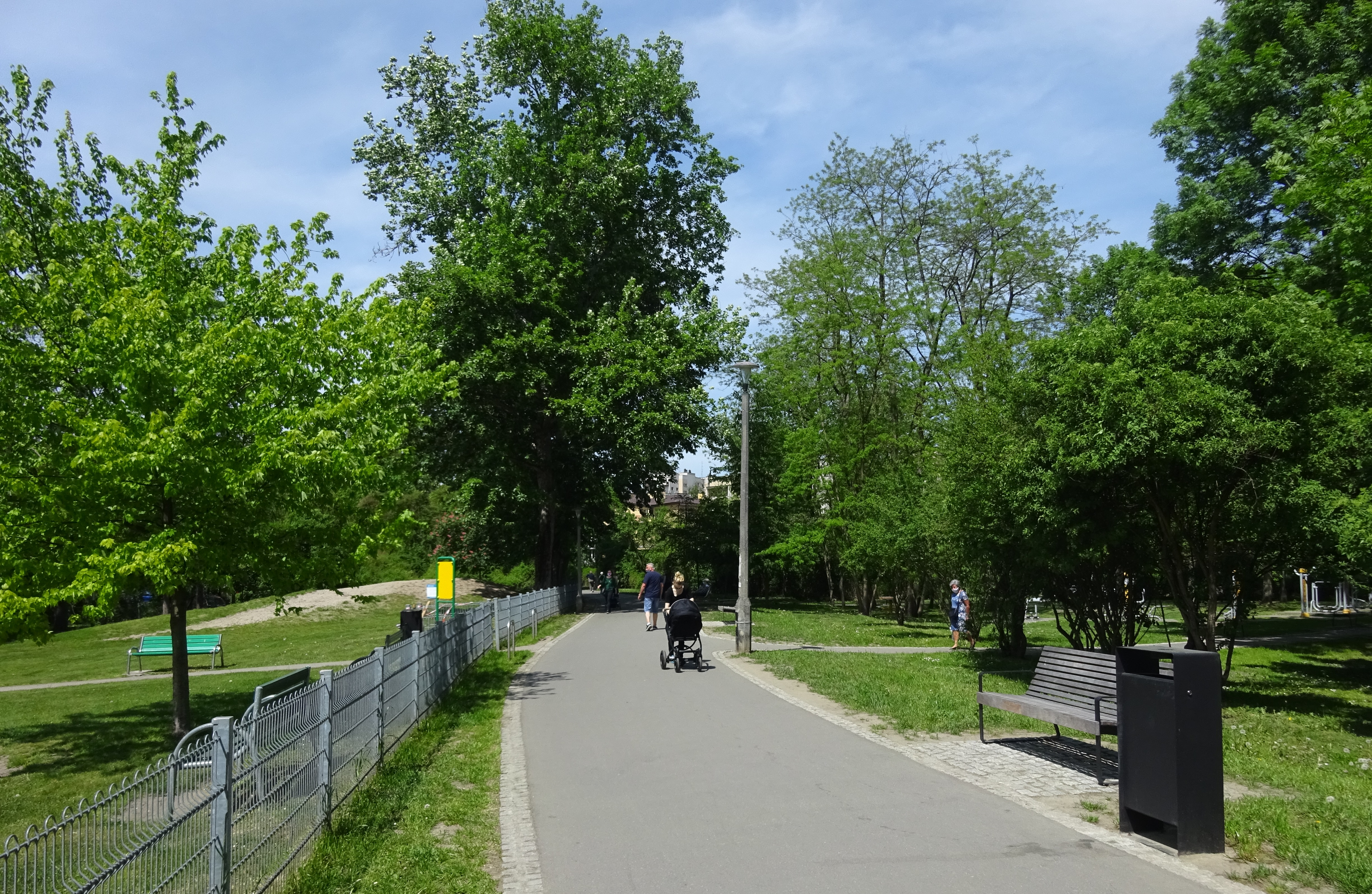
У районі вулиці Ужендничої, вид на захід
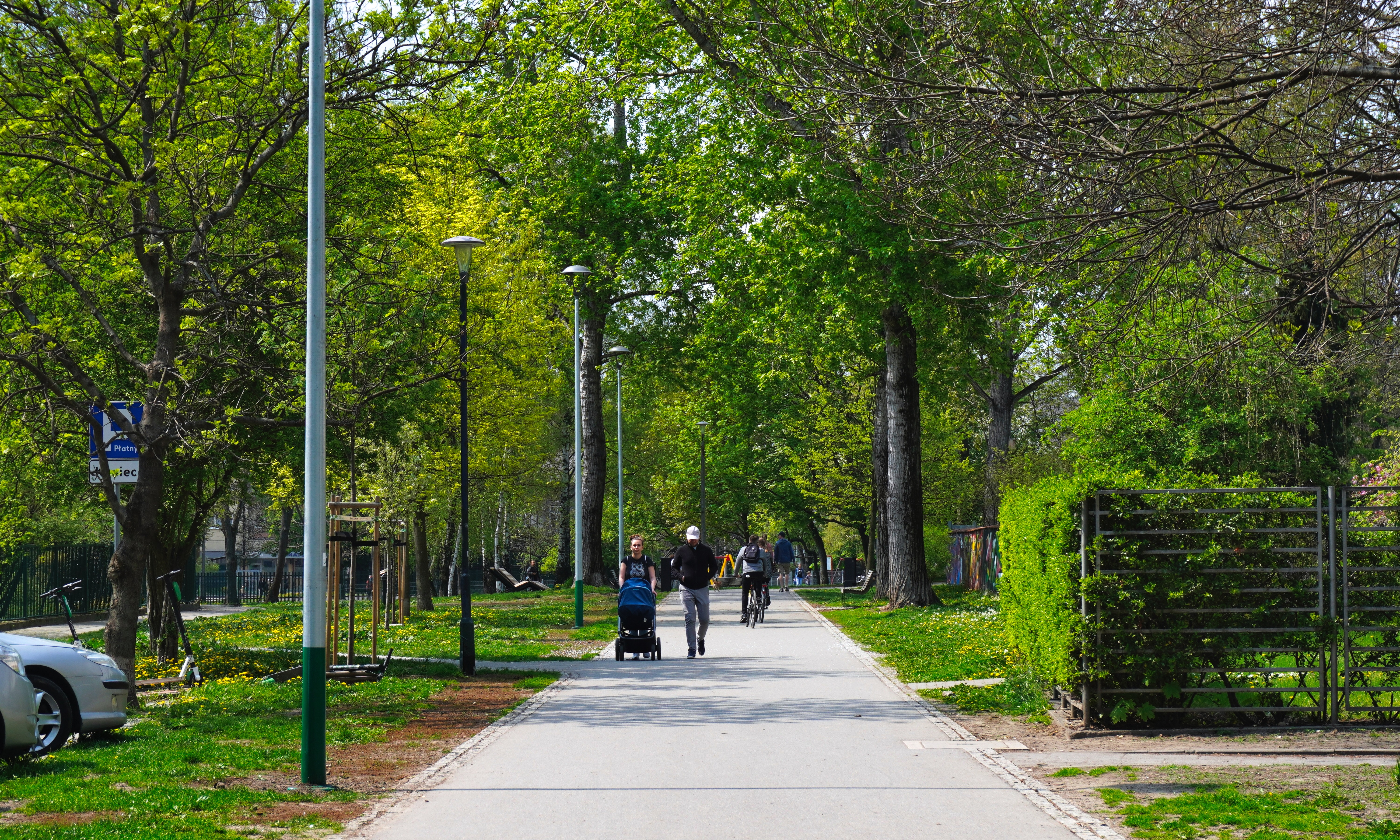
Від вулиці Жечної на захід
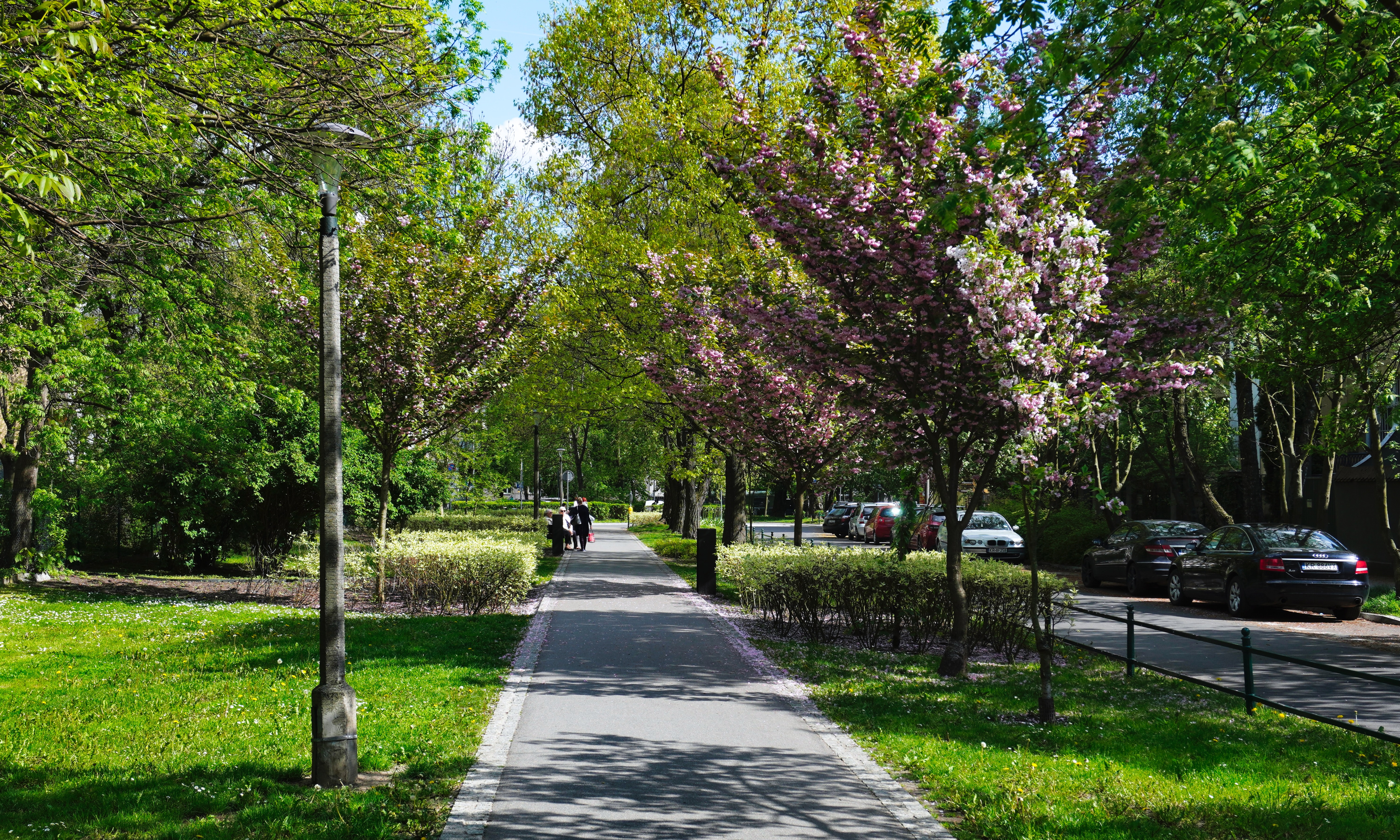
Вздовж Алеї Артура Гроттгера
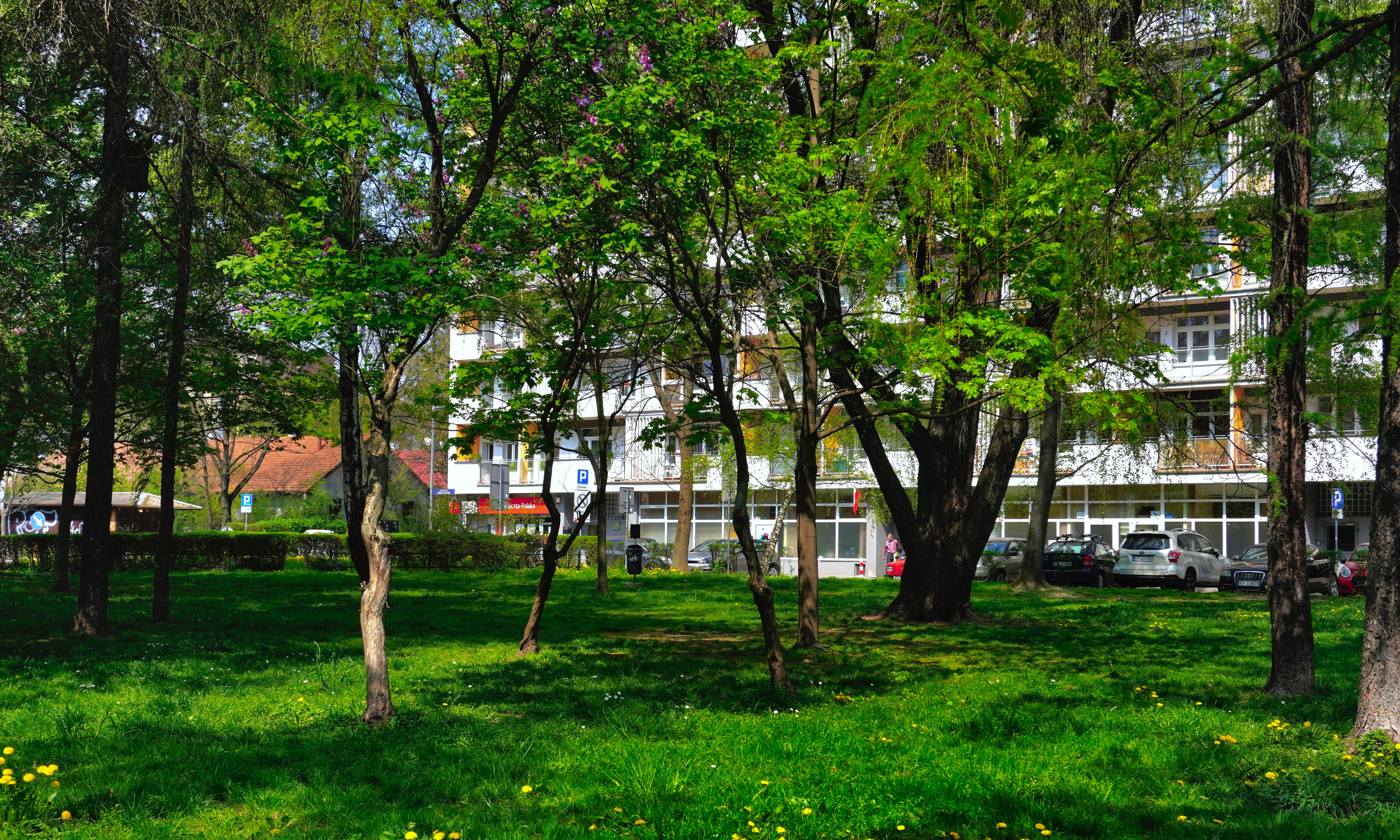
Сквер у раоні вулиці Гжимшиков